# هارولد ایبرتز
هارولد ایبرتز (انگلیسی: Harald Ebertz؛ زادهٔ ۱۸ مهٔ ۱۹۶۷) بازیکن فوتبال اهل آلمان است.
از باشگاه‌هایی که در آن بازی کرده‌است می‌توان به باشگاه فوتبال نورنبرگ، باشگاه فوتبال اشتوتگارت، و باشگاه فوتبال زاربروکن اشاره کرد.